# 佐野真由美
佐野 真由美（さの まゆみ、1935年9月1日 - ）は、日本のアナウンサー。元テレビ東京パーソナリティー室理事・アナウンサー。
福岡県出身。早稲田大学卒業後、1958年に九州朝日放送に入社し、その後関西テレビ→東京12チャンネル（現在のテレビ東京）へそれぞれ移籍。東京12チャンネル開局時の第一声を担当。その後、料理番組からニュースまで幅広く番組を担当し、アナウンス畑を一貫して歩む。昭和から平成の変わり目、宮内庁記者クラブを兼務し皇室番組を担当。アナウンサー業務の傍ら、管理職業務として新人アナウンサーの採用、養成に携わる。現在はフリーアナウンサーの傍ら、古巣のテレビ東京での新人アナウンサー研修や「学生の為のアナウンス教室」の講師も務める。

## 過去の担当番組
- 奥様キッチンノート
- 舞台中継（歌舞伎座・明治座・帝国劇場）
- 皇室番組「礼宮さま、紀子さんご結婚おめでとう」「お健やかに天皇陛下」「昭和天皇を偲んで」「おごそかに即位の礼」他
- 旬菜談義（2006年に聞き手を務めた）